# 策墨林·阿旺罗桑丹贝坚赞
策墨林·阿旺罗桑丹贝坚赞 （藏語：ངག་དབང་བློ་བཟང་བསྟན་པའི་རྒྱལ་མཚན，威利转写：ngag dbang blo bzang bstan pa'i rgyal mtshan，1861年—1919年），俗名龙布嘉措，藏族，甘肃卓尼人，第三世策墨林活佛。

## 生平
龙布嘉措是卓尼县城附近交唐嘎地方人，生于清朝咸丰十一年（1861年）。1863年，经卓尼大寺与卓尼土司商议，龙布嘉措被认定为策墨林活佛的转世灵童，迎至卓尼大寺杰布策墨林颇章（又称“拉章谢珠林”）坐床，正式继任策墨林活佛，并取法名“罗桑丹贝坚赞”。由于清朝政府此前于道光二十四年（1844年）禁止策墨林活佛转世，故清朝政府始终未承认其策墨林活佛的地位。此后，卓尼大寺几次恳求清政府承认三世策墨林活佛的地位，但均未果，乃奏请清政府将其吸收为僧人，派赴西藏学经。光绪五年四月庚戌（1879年5月27日），光绪帝谕内阁：
前据松奏：“请以阿旺甲木巴勒楚称甲措为已革诺门罕阿旺扎木巴苈楚勒齐木转世之呼必勒罕，迎接回藏。”该衙门议奏，该已革诺门罕前于道光年间犯案，情节甚重，系永远不准出呼必勒罕之人，所请应不准行。兹据金顺、锡论奏：“西藏喇嘛嘉木巴曲图木等并土尔扈特各部汗王等呈称该部落愿捐马一千匹，请准阿旺甲木巴勒楚称甲措为僧”等语，阿旺甲木巴勒楚称甲措著准其为僧，赴藏学习经典，仍不准妄请开复名号职衔称为转世呼必勒罕。该部落所捐马匹著毋庸尝收，以示体恤。
1879年，赴色拉寺麦扎仓学习，后获拉然巴格西学位。不久，任甘丹寺第八十六任甘丹赤巴。
1904年，英军侵入西藏，抵达曲水，达赖逃往外蒙古，策墨林·阿旺罗桑丹贝坚赞摄政。英军占领拉萨后，他代表西藏僧俗在《拉萨条约》上签字。英军撤走后，西藏噶厦和驻藏大臣有泰矛盾极度激化。1906年7月，清廷派副都统张荫棠赴西藏查办。策墨林以及四位噶伦、三大寺代表联名奏请将驻藏大臣有泰革职，获得张荫棠接受，张荫棠乃上奏折，清廷于1906年8月29日将有泰等驻藏官员撤职。策墨林又和副都统张荫棠就《拉萨条约》内容同英国政府交涉，还劝1906年已回到青海塔尔寺的达赖赴北京觐见慈禧太后和光绪帝。1906年，清廷“赏代理逹賴喇嘛罗桑丹贝坚赞诺门罕”名号。1908年10月28日，达赖离开北京返回西藏，于1909年10月30日抵达拉萨，策墨林遂交还权力，卸任摄政。
1910年，在推行改土归流的川滇邊務大臣赵尔丰的支援下，清廷派四川知府钟颖率四川军队自成都进抵拉萨，达赖逃往印度，策墨林·阿旺罗桑丹贝坚赞于宣统二年正月初三（1910年）再次摄政，任职至1912年9月1日达赖返回西藏。任内，他招募士兵，以謝國樑为统领，驱逐川军，双方发生战斗。后来，经廓尔喀（今尼泊尔）驻藏官员噶卜典从中调停，双方停战。因其担任摄政时期的功绩，获达赖赏给“呼图克图”封号，并获赐多所田庄。卸任摄政后，他在寺院修行。
1919年（藏历土羊年），策墨林·阿旺罗桑丹贝坚赞在色拉寺圆寂，享年58岁。